# Maladie du tremblement du cheval
La maladie du tremblement du cheval (en anglais shivers) est une maladie neuromusculaire rare du cheval. Elle se caractérise par un tremblement des membres, des difficultés de contrôle des membres postérieurs et une démarche inhabituelle au recul. La maladie des tremblements est mal comprise et il n'existe pas de traitement efficace.

## Prévalence
Elle est identifiée chez la race du Trait belge à une fréquence de 18 % parmi un échantillon de 103 poulains âgés de moins d'un an.

## Causes
Cette maladie est associée à une dégénérescence sélective des cellules de Purkinje. Malgré des ressemblances en termes de signes cliniques, il n'existe aucun lien avéré entre les tremblements du cheval et la myopathie à stockage de polysaccharides.